# ФК Варварин
Фудбалски клуб Варварин је српски фудбалски клуб из Варварина, Општина Варварин, и тренутно се такмичи у Првој расинској окружној лиги, у првом такмичарском нивоу расинске окружне лиге српског фудбала. Клуб је основан 2012. године.
Играчи и навијачи фудбалског клуба Варварин, познати су по надимку "Баскијци".